# Canoagem nos Jogos Olímpicos de Verão da Juventude de 2010 - Slalom C1 masculino
As competições de slalom C-1 masculino da canoagem nos Jogos Olímpicos de Verão da Juventude de 2010 foram realizadas nos dias 24 (tomada de tempo, 1ª rodada, repescagem e 3ª rodada) e 25 de agosto (quartas-de-final, semifinais e finais) no Marina Reservoir, em Singapura.

## Medalhistas
| Ouro   | CHN Wang Xiaodong   |
| Prata  | GER Dennis Soeter   |
| Bronze | UKR Anatolii Melnyk |

## Tomada de tempo
| Pos. | Atleta                   | País            | Tempo           |
| ---- | ------------------------ | --------------- | --------------- |
| 1    | Wang Xiaodong            | CHN China       | 1:32.61         |
| 2    | Dennis Soeter            | GER Alemanha    | 1:39.39         |
| 3    | Hayden Daniels           | CAN Canadá      | 1:45.96         |
| 4    | Anatolii Melnyk          | UKR Ucrânia     | 1:47.62         |
| 5    | Isaquias Queiroz         | BRA Brasil      | 1:51.20         |
| 6    | Patryk Sokół             | POL Polônia     | 1:56.89         |
| 7    | Radoslav Kutsev          | AZE Azerbaijão  | 1:57.56         |
| 8    | Edgar Babayan            | CUB Cuba        | 1:58.88         |
| 9    | Matija Buriša            | CRO Croácia     | 2:01.84         |
| 10   | Andrei Liferi            | ROM Romênia     | 2:02.92         |
| 11   | Osvaldo Sacerio Cardenas | CUB Cuba        | 2:10.68         |
| 12   | Timofey Yemelyanov       | KAZ Cazaquistão | 2:12.15         |
| 13   | José Chimbumba           | ANG Angola      | 2:22.54         |
| 14   | Alexey Volgin            | RUS Rússia      | 2:48.65         |
|      | Alexandru Tiganu         | MDA Moldávia    | Desclassificado |
|      | Pedro Castañeda          | MEX México      | Desclassificado |

## 1ª rodada
Os vencedores avançaram para a 3ª rodada. Os perdedores foram para a repescagem.
| Atleta            | Tempo         |
| ----------------- | ------------- |
| CHN Wang Xiaodong | 1:33.91       |
| RUS Alexey Volgin | Não Completou |

| Atleta             | Tempo   |
| ------------------ | ------- |
| GER Dennis Soeter  | 1:43.02 |
| ANG José Chimbumba | 2:19.77 |

| Atleta                 | Tempo   |
| ---------------------- | ------- |
| CAN Hayden Daniels     | 1:45.46 |
| KAZ Timofey Yemelyanov | 2:08.96 |

| Atleta                       | Tempo   |
| ---------------------------- | ------- |
| UKR Anatolii Melnyk          | 1:48.41 |
| CUB Osvaldo Sacerio Cardenas | 1:56.59 |

| Atleta               | Tempo   |
| -------------------- | ------- |
| BRA Isaquias Queiroz | 1:53.23 |
| ROM Andrei Liferi    | 2:01.73 |

| Atleta            | Tempo   |
| ----------------- | ------- |
| POL Patryk Sokół  | 1:54.90 |
| CRO Matija Buriša | 1:39.46 |

Bateria 7
| Atleta              | Tempo   |
| ------------------- | ------- |
| AZE Radoslav Kutsev | 1:54.31 |
| ARM Edgar Babayan   | 2:06.43 |

## 2ª rodada (repescagem)
Os vencedores e os dois melhores perdedores avançaram para a 3ª rodada.
| Atleta             | Tempo   |
| ------------------ | ------- |
| CRO Matija Buriša  | 1:59.26 |
| ANG José Chimbumba | 2:19.23 |

| Atleta                       | Tempo           |
| ---------------------------- | --------------- |
| CUB Osvaldo Sacerio Cardenas | 2:02.69         |
| KAZ Timofey Yemelyanov       | Desclassificado |

Repescagem 3
| Atleta            | Tempo   |
| ----------------- | ------- |
| ROM Andrei Liferi | 2:00.19 |
| ARM Edgar Babayan | 2:06.94 |

## 3ª rodada
Os vencedores e os dois melhores perdedores avançaram para as quartas-de-final.
| Atleta             | Tempo   |
| ------------------ | ------- |
| CHN Wang Xiaodong  | 1:34.98 |
| ANG José Chimbumba | 2:21.23 |

| Atleta            | Tempo   |
| ----------------- | ------- |
| GER Dennis Soeter | 1:39.44 |
| ARM Edgar Babayan | 2:08.22 |

| Atleta                       | Tempo   |
| ---------------------------- | ------- |
| CAN Hayden Daniels           | 1:47.73 |
| CUB Osvaldo Sacerio Cardenas | 2:06.33 |

| Atleta              | Tempo   |
| ------------------- | ------- |
| UKR Anatolii Melnyk | 1:45.61 |
| ROM Andrei Liferi   | 1:56.69 |

| Atleta               | Tempo   |
| -------------------- | ------- |
| BRA Isaquias Queiroz | 1:51.66 |
| CRO Matija Buriša    | 1:58.64 |

| Atleta              | Tempo   |
| ------------------- | ------- |
| AZE Radoslav Kutsev | 1:53.53 |
| POL Patryk Sokół    | 1:56.59 |

## Quartas-de-final
Os vencedores avançaram para as semifinais.
| Atleta            | Tempo   |
| ----------------- | ------- |
| CHN Wang Xiaodong | 1:36.07 |
| ROM Andrei Liferi | 2:07.68 |

| Atleta            | Tempo   |
| ----------------- | ------- |
| GER Dennis Soeter | 1:40.23 |
| POL Patryk Sokół  | 1:56.92 |

| Atleta              | Tempo   |
| ------------------- | ------- |
| UKR Anatolii Melnyk | 1:48.36 |
| AZE Radoslav Kutsev | 1:59.31 |

| Atleta               | Tempo         |
| -------------------- | ------------- |
| CAN Hayden Daniels   | 1:47.60       |
| BRA Isaquias Queiroz | Não completou |

## Semifinais
Os vencedores avançaram para a final e os perdedores para a disputa do bronze.
| Atleta              | Tempo   |
| ------------------- | ------- |
| CHN Wang Xiaodong   | 1:36.60 |
| UKR Anatolii Melnyk | 1:53.81 |

| Atleta             | Tempo   |
| ------------------ | ------- |
| GER Dennis Soeter  | 1:42.93 |
| CAN Hayden Daniels | 1:48.94 |

## Finais
| Pos.             | Atleta            | Tempo   |
| ---------------- | ----------------- | ------- |
| Medalha de ouro  | CHN Wang Xiaodong | 1:32.66 |
| Medalha de prata | GER Dennis Soeter | 1:41.20 |

| Pos.              | Atleta              | Tempo   |
| ----------------- | ------------------- | ------- |
| Medalha de bronze | UKR Anatolii Melnyk | 1:44.36 |
| 4                 | CAN Hayden Daniels  | 1:46.77 |